# ニューハートピア新潟瀬波
ニューハートピア新潟瀬波（ニューハートピアにいがたせなみ）は、新潟県村上市にある宿泊施設である。

## 概要
瀬波海岸に面した客室数21室、宿泊定員63人のホテルであり、日本海を展望できる複数の客室を有する。大浴場である「なぎさの湯」は、石油掘削中の1904年に噴出した瀬波温泉を源泉とし、こちらも日本海を展望できる。
かつては社会保険庁が設置する厚生年金福祉施設であったが、2009年7月1日からは上越市に本社を置く飛田観光株式会社（ひだかんこう）が経営している。

## 歴史

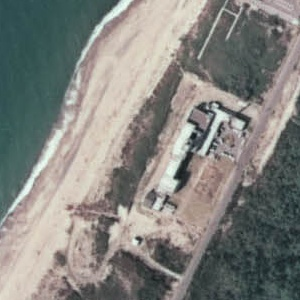
厚生年金瀬波しおざい荘（画像右）と瀬波海岸（左）周辺の約240メートル四方を写した航空写真。1975年9月11日撮影。

ニューハートピア新潟瀬波の前身である「厚生年金瀬波しおざい荘」は、1973年6月22日に開業した厚生年金老人ホームであり、有料老人ホームと宿泊施設を兼ね備えた「長短併設施設」であって、社会保険庁が設置し、財団法人厚生年金事業振興団が運営していた。建物は株式会社久米建築事務所が設計を担当しており、鉄筋3階建てであった。
開業当時の利用料金は、長期利用が3食付きで月額約1万9000円〜2万3000円となっており、誰でも利用できた短期保養は1泊2食付きで約1300円となっていた。ちなみに2010年現在の宿泊料金は、「瀬波コース」の場合が1泊2食付きで8800円からとなっている。
2010年現在の建物は、1998年に竣工したものであり、鉄筋コンクリート造の3階（一部7階）建てで、延べ床面積は8562.89平方メートルとなっている。東京都千代田区に本社を置く株式会社石本建築事務所が設計を行い、建設工事は一般競争入札で行われ、第1期の建築工事は大成建設が2億7500万円で落札し、また第2期の管工事は西原衛生工業所が8億5300万円で落札している。
施設の名称は、新築後に「厚生年金ハートピア新潟瀬波」と改められ、また2002年4月1日に厚生年金福祉施設へ愛称が一斉導入された際に、愛称として「ウェルハートピア新潟瀬波」が付された。
2004年3月11日に開かれた与党年金制度改革協議会は、年金改革の一環としてすべての年金福祉施設を売却または廃止すると決定した。ハートピア新潟瀬波も年金・健康保険福祉施設整理機構を通して売却されることになり、2008年11月28日に実施された一般競争入札において、上越市の飛田テック株式会社が2億3118万円で落札した。
売却に伴い、振興団による営業は2009年6月30日をもって終了した。2009年7月1日からは飛田観光株式会社が経営するホテルとなり、名称はニューハートピア新潟瀬波に変更された。なお飛田観光は、本社所在地及び代表者が飛田テックと同一の会社である。

## 沿革
- 1973年6月22日 - 厚生年金瀬波しおざい荘として開業。
- 1998年 - 建物を新築。
- 2009年7月1日 - 名称をニューハートピア新潟瀬波に変更、飛田観光株式会社の経営となる。